# Jang Š’-čchi
Jang Š'-čchi (čínsky pchin-jinem Yáng Shìqí, znaky 楊士奇 ; 1364–1444) byl čínský politik říše Ming. Zastával funkci velkého sekretáře v za vlády císařů Jung-leho, Chung-siho, Süan-teho a Jing-cunga od roku 1402, s krátkou přestávkou roku 1414, až do smrti. Od roku 1424 stál v čele sboru velkých sekretářů, fakticky byl neformální hlavou čínské vlády.

## Jména
Osobní jméno Jang Š’-čchiho bylo Jü (čínsky pchin-jinem Yù, znaky 寓), Š’-čchi bylo jeho zdvořilostní jméno. Používal též pseudonym Tung-li (čínsky pchin-jinem Dōnglǐ, znaky zjednodušené 东里, tradiční 東里). Za své zásluhy obdržel posmrtné jméno Wen-čen (čínsky pchin-jinem Wénzhēn, znaky zjednodušené 文贞, tradiční 文貞).

## Život
Jang Š'-čchi pocházel z okresu Tchaj-che v prefektuře Ťi-an na jihu provincie Ťiang-si. Patřil ke skupině mladých vzdělanců z akademie Chan-lin, kterým císař Jung-le po nástupu na trůn svěřil vyřizování své rozsáhlé korespondence. Jang a šest jeho kolegů (Chuang Chuaj, Sie Ťin, Chu Kuang, Jang Žung, Ťin Jou-c’ a Chu Jen) byli jmenování velkými sekretáři. Četli podání k trůnu a koncipovali odpovědi. Neměli však žádné pravomoci vůči státní správě. Z denního kontaktu s císařem a možnosti ovlivňovat jeho rozhodnutí však plynula značná moc této skupiny.
Když roku 1414 císař Jung-le vytáhl proti Mongolům, pověřil vládou následníka trůnu Ču Kao-čch’a. Mladší bratr následníka Ču Kao-sü se pokusil vytlačit bratra ze správy státu, Jang Š’-čchi se s Chuang Chuajem postavili na stranu následníka a doplatili na to uvězněním. Jang se dokázal se ospravedlnit a vrátil se do úřadu, Chuang však zůstal ve vězení do smrti Jung-leho roku 1424. Téhož roku Jang Š’-čchi získal po Jang Žungovi hodnost prvního velkého sekretáře a setrval v ní až do smrti.
Společně s Jang Žungem, který zemřel roku 1440 po 38 letech na místě velkého sekretáře, a Jang Pchuem, zastávajícím stejný úřad v letech 1424–1446, byli „tři Jangové“ od druhé poloviny dvacátých let 15. století zosobněním kontinuity vlády a stability říše. Těsně spolupracovali s císaři Chung-siem a Süan-tem. Zvláště Süan-te měl velký respekt k zasloužilým státníkům, kteří zastávali své funkce již za vlády jeho otce a děda. Po smrti Süan-teho stáli společně s císařovnou vdovou Čang v čele země místo nedospělého Jing-cunga.
„Tři Jangové“ byli rovněž pokládáni za nejlepší básníky své doby. Psali v tehdejším oblíbeném stylu tchaj-ke tchi (kabinetní poezie) – prostých, až monotónních básní, velebících panovníka a rozkvět státu.